# Boucardicus culminans
Boucardicus culminans е вид охлюв от семейство Cyclophoridae. Видът е застрашен от изчезване.

## Разпространение и местообитание
Разпространен е в Мадагаскар.
Обитава гористи местности, планини и възвишения в райони с тропически и субтропичен климат.